# Oblast de Ternopil
L’oblast de Ternopil (en ukrainien : Тернопільська область, Ternopils’ka oblast’) est une division administrative de l'ouest de l'Ukraine. Sa capitale est la ville de Ternopil. Il compte 1 million d'habitants en 2021.

## Géographie

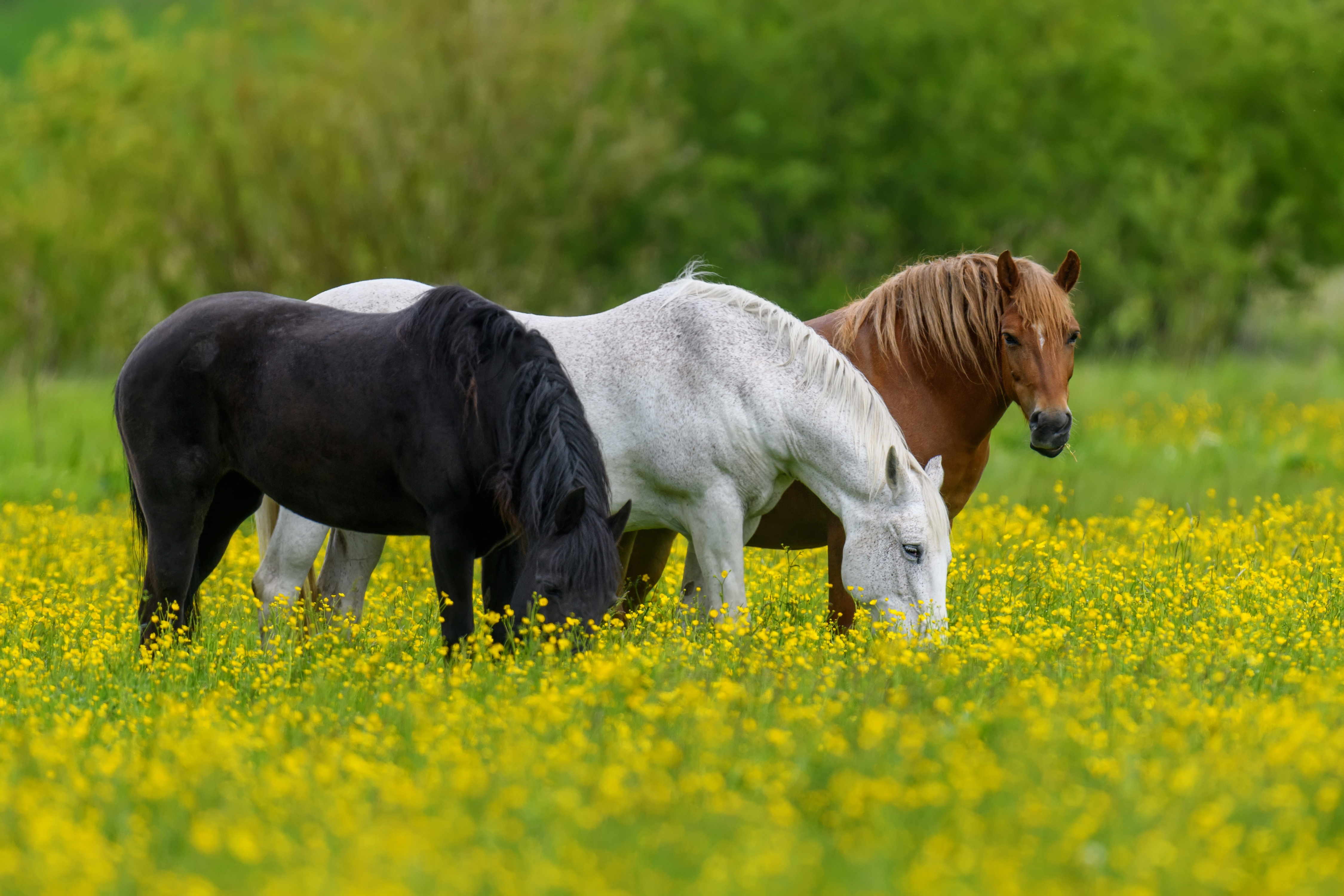
Chevaux broutant dans l'oblast de Ternopil. Mai 2020.

L'oblast de Ternopil couvre une superficie de 13 823 km2 dans l'ouest de l'Ukraine. Elle est limitée au nord par l'oblast de Rivne, à l'est par l'oblast de Khmelnytskyï, au sud par l'oblast de Tchernivtsi, à l'ouest par les oblasts d'Ivano-Frankivsk, et de Lviv. La protection de la nature est mise en avant dans le Parc national des montagnes de Kremenets.

## Histoire
L'oblast de Ternopil a été fondé le 4 décembre 1939 dans le cadre de la république socialiste soviétique d'Ukraine, après l'invasion et l'annexion de la Pologne orientale par l'Union soviétique. Elle correspond à l'ancienne voïvodie de Tarnopol à laquelle des territoires ont été ajoutés au nord, tandis que la partie la plus à l'ouest était rattachée à l'oblast de Lviv.

## Population

### Démographie
Recensements* ou estimations de la population :
| 1959*     | 1970*     | 1979*     | 1989*     |
| --------- | --------- | --------- | --------- |
| 1 085 586 | 1 152 668 | 1 163 141 | 1 168 871 |

| 2001*     | 2011      | 2013      | 2015      |
| --------- | --------- | --------- | --------- |
| 1 142 416 | 1 084 127 | 1 077 327 | 1 069 936 |

| 2021      | - | - | - |
| --------- | - | - | - |
| 1 030 562 | - | - | - |

| Année | Fécondité | Naissances | Natalité | Année | Fécondité | Naissances | Natalité | Année | Fécondité | Naissances | Natalité |
| ----- | --------- | ---------- | -------- | ----- | --------- | ---------- | -------- | ----- | --------- | ---------- | -------- |
| 1990  | 2,20      | 16 712     | 14,2 %   | 2000  | 1,30      | 10 570     | 9,2 %    | 2010  | 1,46      | 11 872     | 10,9 %   |
| 1991  | 2,15      | 16 428     | 14,0 %   | 2001  | 1,24      | 10 102     | 8,8 %    | 2011  | 1,45      | 11 964     | 11,1 %   |
| 1992  | 2,11      | 16 270     | 13,8 %   | 2002  | 1,25      | 10 444     | 9,2 %    | 2012  | 1,50      | 12 202     | 11,3 %   |
| 1993  | 1,93      | 15 086     | 12,8 %   | 2003  | 1,26      | 10 476     | 9,3 %    | 2013  | 1,48      | 11 807     | 11,0 %   |
| 1994  | 1,84      | 14 505     | 12,3 %   | 2004  | 1,29      | 11 094     | 9,9 %    | 2014  | 1,49      | 11 717     | 10,9 %   |
| 1995  | 1,79      | 14 112     | 12,0 %   | 2005  | 1,31      | 11 035     | 9,9 %    | 2015  | 1,40      | 10 776     | 10,1 %   |
| 1996  | 1,70      | 13 516     | 11,5 %   | 2006  | 1,34      | 11 623     | 10,5 %   |       |           |            |          |
| 1997  | 1,61      | 12 782     | 10,9 %   | 2007  | 1,36      | 11 631     | 10,4 %   |       |           |            |          |
| 1998  | 1,53      | 12 202     | 10,5 %   | 2008  | 1,41      | 12 388     | 11,3 %   |       |           |            |          |
| 1999  | 1,39      | 11 197     | 9,6 %    | 2009  | 1,48      | 12 404     | 11,4 %   |       |           |            |          |

### Structure par âge
0-14 ans: 16.0%  (hommes 86,589/femmes 82,102)
15-64 ans: 68.6%  (hommes 352,962/femmes 371,238)
65 ans et plus: 15.4%  (hommes 54,021/femme 109,029) (2017 officiel)

### Âge médian
total: 39.3 ans 
homme: 36.7 ans 
femme: 42.1 ans  (2017 officiel)

### Subdivisions
Depuis la réforme administrative de l'Ukraine de 2020 :
- Raïon de Kremenets,
- Raïon de Ternopil,
- Raïon de Tchortkiv.

### Villes principales
Les villes de l'oblast de Ternopil sont les suivantes (population estimée en 2009) :
- Ternopil (216 868)
- Tchortkiv (29 120)
- Kremenets (21 332)
- Berejany (18 405)
- Zbaraj (13 792)
- Terebovlia (13 722)
- Boutchatch (12 569)
- Borchtchiv (11 324)
- Zalichtchyky (9 287)
- Lanivtsi (8 736)
- Zboriv (7 833)
- Potchaïv (7 828)
- Khorostkiv (7 146)
- Kopytchyntsi (6 991)
- Monastyryska (6 288)
- Choumsk (5 596)
- Skalat (4 007)
- Pidhaïtsi (2 990)
- Vasylkivtsi (village) (1 371)
- Bilozirka (village) (1 102)

## Lieux d'intérêt
Le château de Koudryntsi, le château de Sydoriv ; un grand nombre de grottes comme la grotte Optimiste et grotte de Mlynky. Mais aussi le parc national des montagnes de Kremenets, la Laure de Potchaïv.

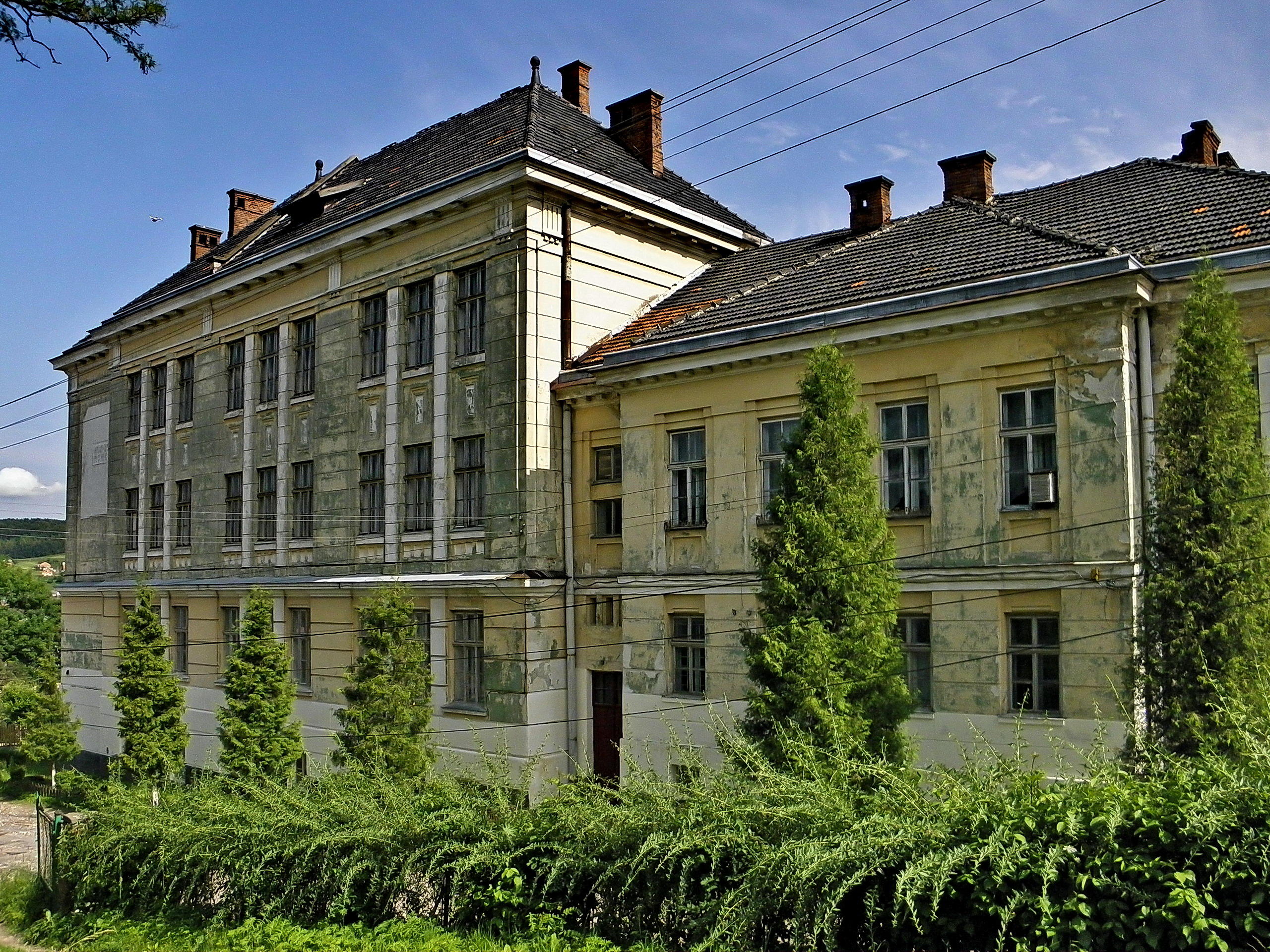
Le gymnasium de Berejani, classée[3],
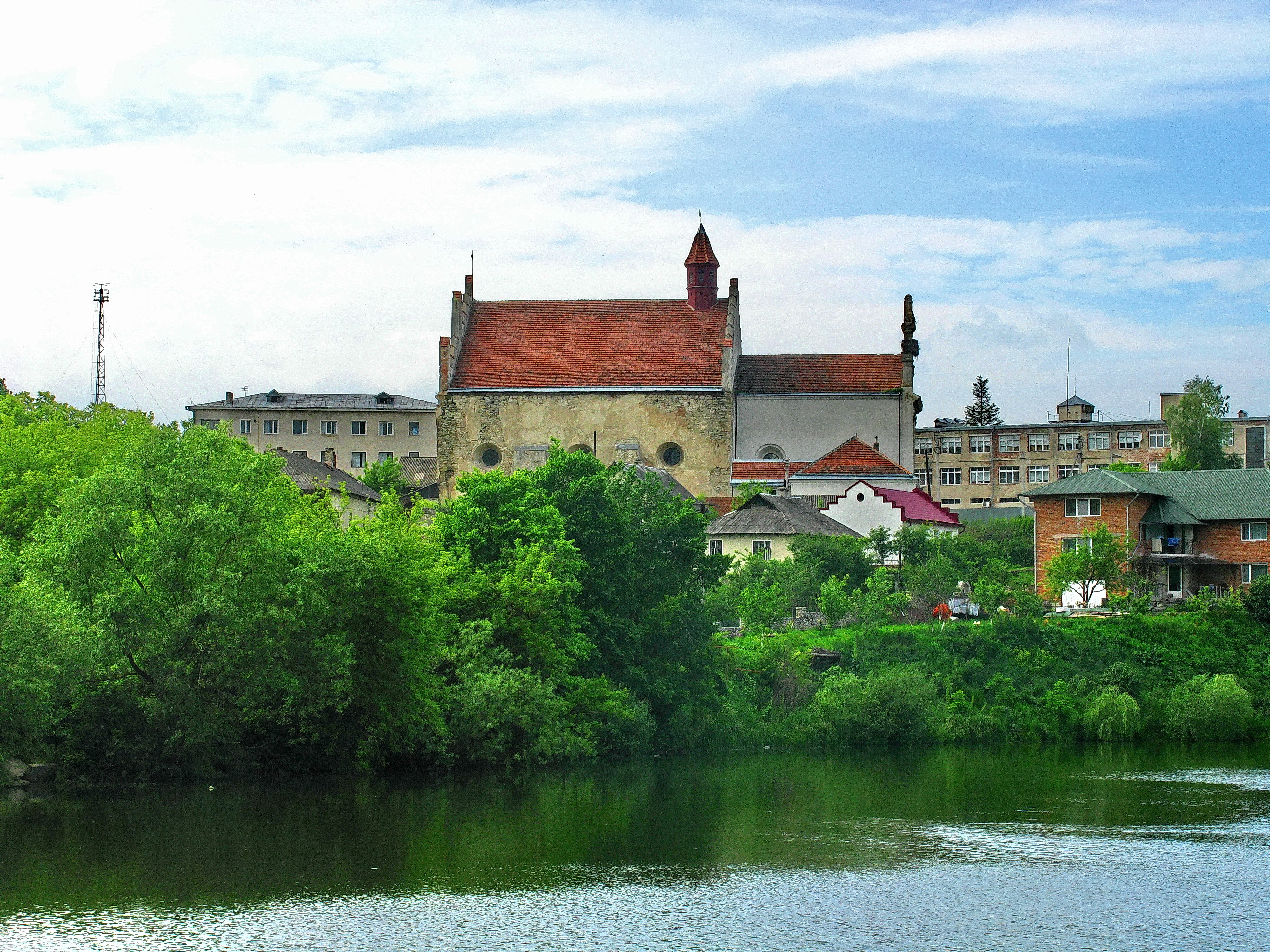
le monastère des Bernardins d'Houssiatyn, classé[4],[5],[6],
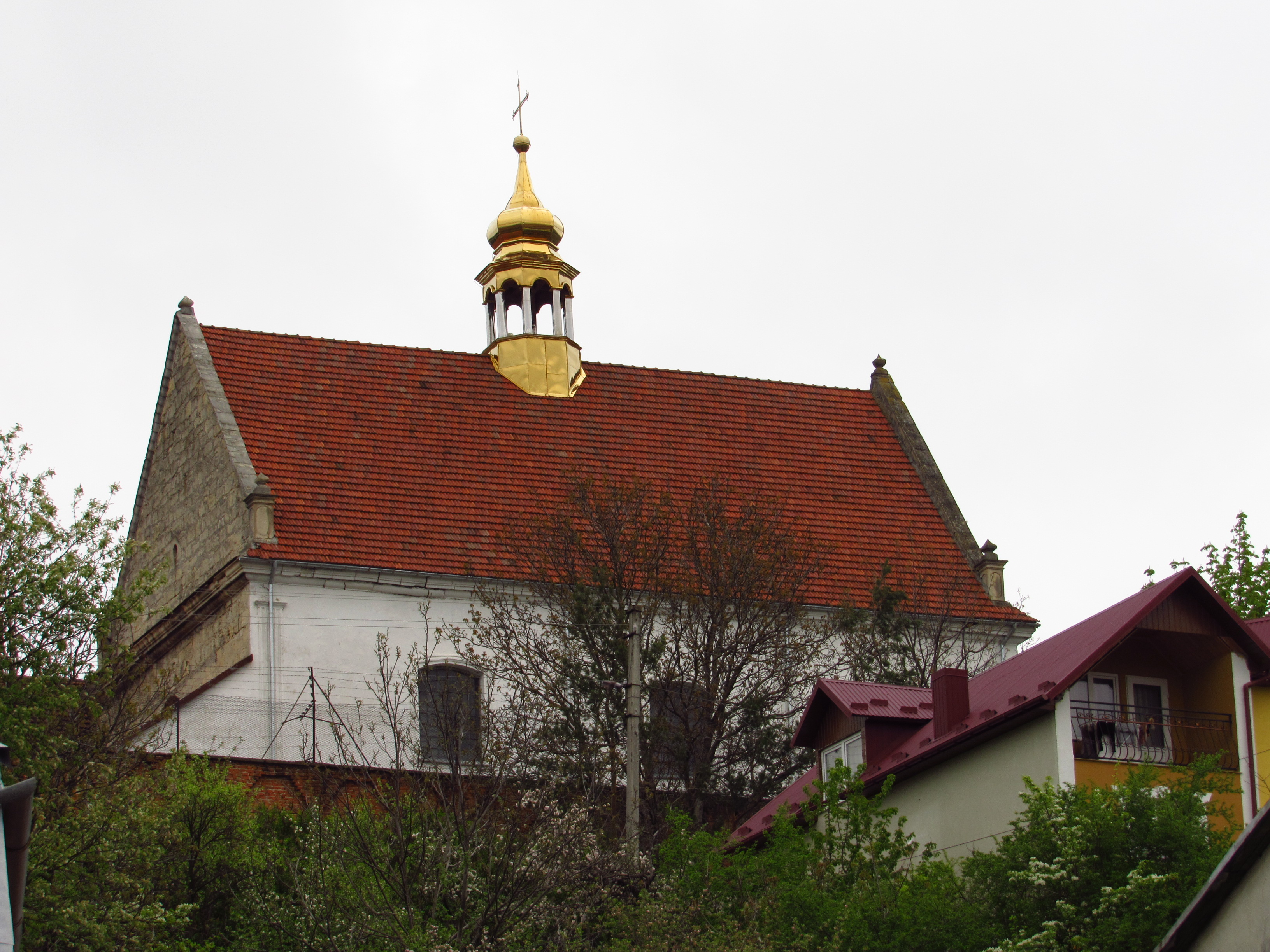
le monastère des Bernardins de Berejany, classé[7],
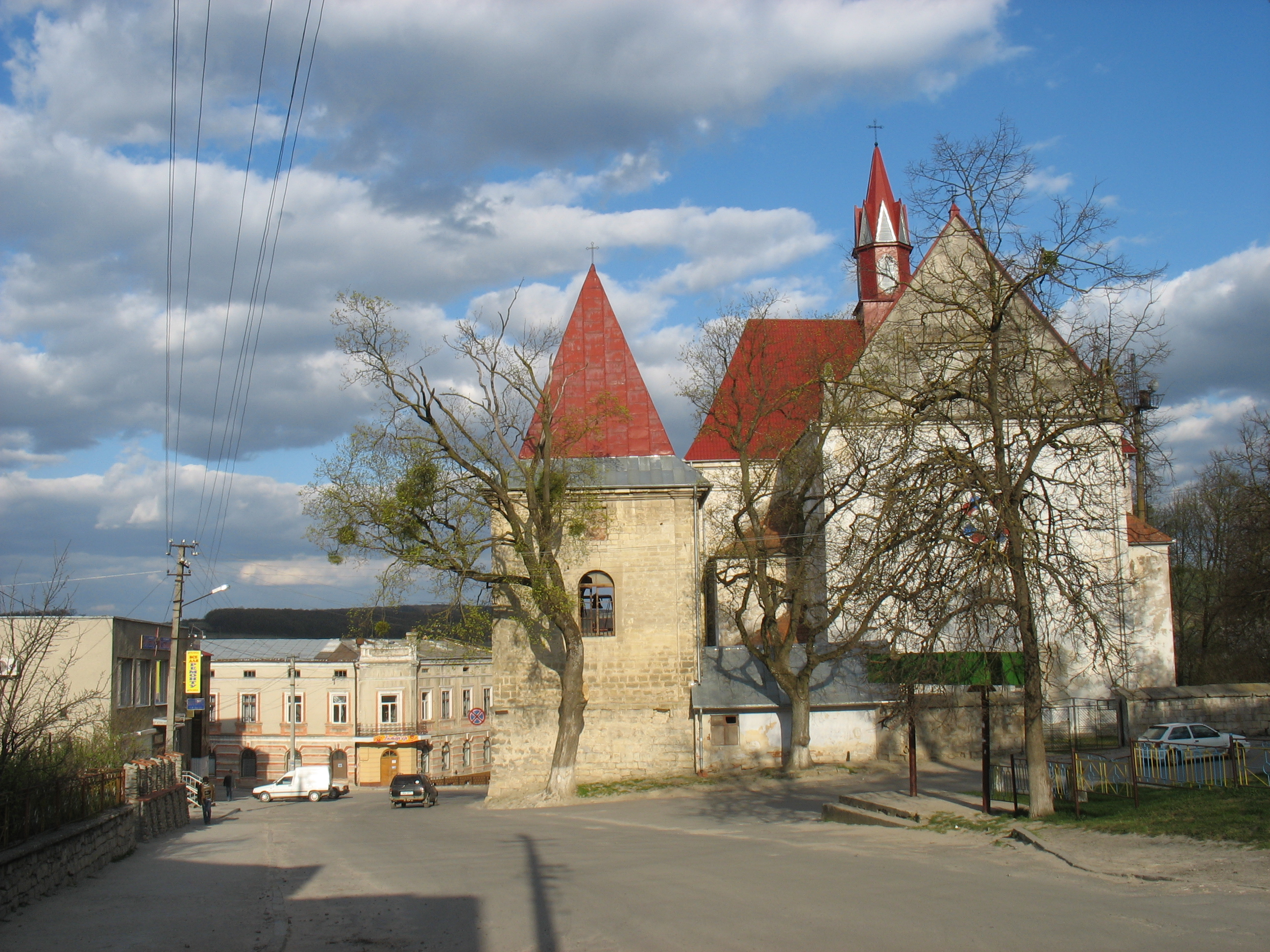
l'église de la Nativité, classée[9],[10].

## Personnalités
- Dmytro Firtash, oligarque.
- Maria Houmeniouk, autrice et femme politique ukrainienne.